# Segundo Llorente
Segundo Llorente Villa S.J. (Mansilla Mayor, León, España, 18 de noviembre de 1906 - Spokane, Washington, 26 de enero de 1989) fue un jesuita, filósofo y escritor español. Pasó más de 40 años como misionero en Alaska. Fue diputado ante el Congreso de los Estados Unidos por el estado de Alaska, y es considerado cofundador de dicho estado. Fue el primer sacerdote católico en formar parte de una legislatura norteamericana.
Fue enterrado en un cementerio indio en De Smet, Idaho, donde solo pueden ser enterrados nativos indígenas americanos, a petición de los mismos, el 30 de enero de 1989.
También fue nombrado hijo predilecto de su pueblo natal, Mansilla Mayor (León).

## Vida

### Infancia y juventud
Segundo nació el 18 de noviembre de 1906 en Mansilla Mayor, un pueblo de León. Fue el mayor de 12 hermanos. Sus padres, Luis Llorente y Modesta Villa eran labradores. Con 13 años ingresó en el Seminario diocesano de León. Pronto se sintió llamado por la Compañía de Jesús y por fin en 1923, con 17 años, comenzó su noviciado en el Seminario Jesuita de Carrión de los Condes (donde años más tarde ingresaría su hermano Amando, también jesuita, que fue profesor y mentor de Fidel Castro y aún hoy es el director de Ejercicios Espirituales de la ACU en Miami).

### Vocación misionera y obsesión por Alaska
Durante los años de noviciado, su vocación de misión se solidifica y determina. Joven y apasionado, se le mete en la cabeza Alaska, según él mismo, por ser considerada la más difícil, dura y recóndita de las misiones. Al fin, sus superiores le proponen la misión de Anqing (China), pero él la rechaza.
Segundo tendrá que esperar. Mientras estudia Humanidades en Salamanca (1926) y Filosofía en Granada (1927), ocurren largas conversaciones y discusiones entre Segundo y sus superiores (uno de los votos religiosos es la obediencia), hasta que finalmente en 1930, con 24 años, recibe permiso para ir a Alaska, debido a su determinación e insistencia.

### En EE. UU.
Ese mismo año llega a la Universidad jesuita "Gonzaga" en Spokane, Washington, para aprender inglés. Posteriormente enseña en el Gonzaga High School, en la misma ciudad. También en esa época comienza a escribir sus primeros artículos que publica en la revista "El siglo de las misiones".
En 1931 estudia teología en Kansas. En junio de 1934, con 28 años, es ordenado sacerdote, y sigue estudiando teología en Alma, California tanto en el Alma College como en la Universidad de Santa Clara.

### En el Círculo Polar
En el otoño de 1935 por fin llega a Alaska. Su primera misión es Akulurak. Allí encuentra sus primeras dificultades, pues no solo tiene que aprender la difícil lengua esquimal, sino que ha de hacer entender el concepto de Dios a personas con una psicología y pensamiento radicalmente diferentes a los europeos. Pero al igual que la dificultad de la misión fue lo que le llevó a elegir Alaska, el reto del idioma y las ideas abstractas esquimales le llenaban y motivaban aún más. En 1937 le destinan a Kotzebue, en el océano Ártico
Estuvo largas temporadas en Akurulak, Bethel, Kotzebué y Alakanuk, pero sus crónicas más famosas son las que se conocen con ese mismo nombre recogidas en un libro llamado "Crónicas Akulurakeñas".

### Congresista esquimal
En 1958, Alaska se constituyó en el Estado número 49 de los Estados Unidos bajo la presidencia de Eisenhower. En 1960 se iban a elegir los Candidatos al Congreso Estatal. El P. Llorente se encontraba en el distrito electoral de Wade Hampton, donde el 90% de la población era esquimal. Por el enorme cariño que los nativos alaskeños le tenían, se propusieron elegirlo como diputado sin él saberlo. Su superior, consultado por Segundo al conocer la propuesta, le da permiso. Una vez aceptada la misión y elegido diputado, se convirtió en el primer sacerdote católico elegido para una legislatura norteamericana con voz y voto. Coincidiendo con el comienzo del mandato de J. F. Kennedy, se especuló en la zona con influencias de la cúpula católica, pero nada más lejos, pues fue una de las pocas ocasiones en que el deseo de los nativos americanos se hizo realidad.
Fue este un episodio convulso pues la prensa, como la Associated Press o la revista Time difundían la noticia por todo el mundo.
Visitó España una vez en 1963 con el fin ("y único propósito") de suscitar vocaciones.
Escribió 12 libros sobre Alaska a lo largo de su vida, todos en español. Hablaba inglés perfectamente y llegó a hablar (él decía "chapurrear") el esquimal.

## Obra literaria
Envió miles de crónicas, invitando con su profunda y habitual alegría, a la vocación sacerdotal y a misionar, y cartas y artículos describiendo la vida y anécdotas esquimales, que pronto se iban publicando en una revista de Misiones, principalmente en la ya extinguida "El Siglo de las Misiones". Dichos artículos seleccionados y recopilados dieron lugar más tarde a varios libros, tales como:
- "En el País de los eternos hielos"
- "Memoirs of a Yukon Priest", Washington D. C.: Georgetown University Press, 1990, ISBN 0-87840-494-5 Traducido al español en 2010 con ISBN 978-8422014836
- "En las costas del mar de Bering"
- "En las lomas del Polo Norte"
- "Crónicas Akulurakeñas"
- "Trineos Eskimales"
- "Aventuras del Círculo Polar"

Pero el libro por excelencia, donde se agrupa con pleno acierto una selección antológica de todos los libros citados, es: "40 años en el Círculo Polar", recopilado por su propio hermano Amando y por don José A. Mestre. El libro lleva el prólogo y el epílogo del P. Amando, que son ya un disfrute del perfil de este "Hércules de Dios y de las Misiones", que no quiso negarle nada a Dios y que estaba felicísimo de ser sacerdote, como cita varias veces en sus escritos, concretamente en el siguiente párrafo del libro antes citado: "Ni la Stma. Virgen ni los Ángeles pueden hacer lo que hace diariamente un sacerdote. Cristo pudo haber arreglado las cosas de otro modo; pero de hecho escogió la intervención del sacerdote, de quien se reviste él mismo, para obrar la salvación de la humanidad. Entre las promesas a los devotos de su sagrado Corazón no podía faltar una especialísina para sus sacerdotes a quienes promete la gracia de ablandar los corazones más endurecidos".